# Gasteranthus aurantiacus
Gasteranthus aurantiacus är en tvåhjärtbladig växtart som beskrevs av Wilhelm Freiberg. Gasteranthus aurantiacus ingår i släktet Gasteranthus och familjen Gesneriaceae. Inga underarter finns listade i Catalogue of Life.